# Paul Kind
Paul Kind (nascido em 8 de fevereiro de 1950) é um ex-ciclista listenstainiano que competiu no ciclismo nos Jogos Olímpicos de Verão de 1972 representando o Liechtenstein.